# Jenseits von Babylon
Jenseits von Babylon (Originaltitel: Remembering Babylon) ist ein Roman des australischen Autors David Malouf.
Es erschien erstmals 1993 und gilt als ein einflussreiches Buch zum Verständnis der australischen Identität.

## Inhalt
Ein junger Brite, Gemmy Fairley, wird Mitte des 19. Jahrhunderts im nahezu unbesiedelten Norden Australiens an Land gespült. Aborigines nehmen ihn auf. Er lernt deren Kultur und Sprache kennen, wird von den Aborigines geschätzt, kann jedoch aufgrund seiner Herkunft kein vollwertiges Mitglied ihrer Stammesgesellschaft werden. 16 Jahre später, im Alter von 29 Jahren, kehrt er zurück in die Welt der europäischen Siedler und lebt fortan mit ihnen.
Mit der Beschreibung dieses Lebens im Spannungsfeld zwischen europäischer Kultur und seiner Vergangenheit als weißer Aborigine, zwischen Benehmen und Unwissenheit, schlägt Malouf einen Bogen zur australischen Identität.

## Rezeption
Das Buch gewann den ersten International IMPAC Dublin Literary Award 1996 und war in der engeren Auswahl zum Booker Prize.

## Ausgaben
- Remembering Babylon. Random House Australia, Milsons Point, N.S.W. 1993, ISBN 0-7011-5883-2

Deutsche Ausgabe:
- Jenseits von Babylon. Aus dem Englischen von Adelheid Dormagen. Zsolnay, Wien 1996, ISBN 3-552-04807-3